# О Ган Чхоль
О Ган Чхоль (кор. 오강철, род. 16 сентября 1993 года) — корейский тяжелоатлет, призёр чемпионата мира 2019 года, призёр чемпионата Азии 2017 и 2019 годов, чемпион Азиатских игр 2018 года.

## Карьера
На чемпионате Азии 2017 года в Ашхабаде он завоевал серебряную медаль в категории до 69 кг.
На летних Азиатских играх в Джакарте, в августе 2018 года, он стал победителем подняв по сумме двух упражнений 336 кг.
На чемпионате мира 2018 года в Туркмении, он выступал в категории до 73 кг. Занял итоговое 5-е место с общим весом на штанге 339 кг.
В 2019 году на чемпионате Азии в Нинбо он занял третье итоговое место в категории до 73 кг с общим весом на штанге 338 кг.
На предолимпийском чемпионате мира 2019 года, который проходил в Таиланде, корейский спортсмен завоевал серебряную медаль в весовой категории до 73 кг. Общий вес на штанге 347 кг. В упражнении рывок он стал пятым, в толкании стал обладателем малой серебряной медали (193 кг).